# De tripas, corazón
De tripas, corazón (frei übersetzt Mit ganzem Herzen) ist ein mexikanischer Kurzfilm von Antonio Urrutia aus dem Jahr 1996, dessen Hauptrollen mit Elpidia Carrillo, Gael García Bernal und Martín Altomaro besetzt sind. Der Film war 1997 für einen Oscar nominiert.

## Inhalt
Im Film wird die Coming-of-Age-Geschichte von Martín erzählt, der innerhalb seiner Familie die Aufgabe hat, die erwirtschaftete Milch auszuliefern. Martín, der wie seine Freunde Jesús, Roberto und Ruletas im kleinen Dorf Jalisco lebt, tut sich mit seiner Schüchternheit schwer und auch damit, dass er noch keine sexuellen Erfahrungen hat. Jesús und Roberto erzählen ihm großspurig von ihren angeblichen sexuellen Erfahrungen und treiben ihn damit noch mehr in die Enge. Auch erklären sie ihm, dass Wichsen in ihrem Alter ganz normal sei.
Wenn seine Freunde nicht bei ihm sind, hängt Martín oft seinen Träumen nach. Dann kreisen seine Gedanken um Meifer, ein Mädchen aus dem örtlichen Bordell „Cantina La Ilusion“, und für ihn die schönste Frau der Welt. Er beliefert auch sie täglich mit Milch und zwischen beiden besteht eine unausgesprochene Anziehungskraft. So oft es ihm möglich ist, beobachtet Martín die junge Frau. Als Jesús, Roberto und Ruletas sich beweisen wollen und das Bordell aufsuchen, ohne Martín etwas davon zu erzählen, hat das ungeahnte Folgen. Martín beobachtet, wie ausgerechnet sein Freund Jesús mit Meifer nach oben aufs Zimmer geht. Dass Jesús im entscheidenden Moment allerdings versagt, kann Martín nicht wissen. Der Jugendliche fleht Meifer an, niemanden davon zu erzählen, vor allem dürften seine Freunde nichts davon wissen. Meifer verspricht ihm, dass niemand davon erfahren werde.
Als Martín am nächsten Morgen Milch bei Meifer ausliefert, bittet sie ihn, zu ihr zu kommen. Sie will wissen, warum er am gestrigen Abend das Bordell nicht gemeinsam mit seinen Freunden besucht habe. Dann küsst sie ihn leidenschaftlich, zieht ihn ins Gebäude und schließt die Tür hinter sich und Martín.

## Produktion

### Produktionsnotizen
Es handelt sich um eine Produktion des Rats für Kultur und Kunst (Conaculta) des mexikanischen Instituts für Kinematographie (Imcine), Direktion für Kurzfilmproduktionen, Universität Guadalajara, Stadtrat von Guadalajara und des Kulturministers der Regierung des Bundesstaates Jalisco (Consejo Nacional para la Cultura y las Artes (CONACULTA), Instituto Mexicano de Cinematografía (IMCINE), Dirección de Producción de Cortometraje, Universidad de Guadalajara, H. Ayuntamiento de Guadalajara y Secretaría de Cultura del Gobierno del Estado de Jalisco). Der Film wurde in Concepción de Buenos Aires, Jalisco gedreht und erlangte damals auch über die Grenzen Mexikos hinaus großen Beifall.
Gael Garcia Bernal liefert hier seine erste Rolle als Schauspieler ab. Bei Publimetro wurde Dolores Tapia, Direktorin des Tapalpa Film & Arts Festivals zitiert, die gesagt habe, der Kurzfilm sei ein Wendepunkt in der Geschichte des Kinos gewesen, da man in Tapalpa beschlossen habe, das 20-jährige Jubiläum des Kurzfilms zu feiern, der damals große Bedeutung erlangt habe. De tripas, corazón habe viele Grenzen für mexikanische Filme geöffnet, wurde Toño Urrutia zitiert.

### Veröffentlichung
Der Film lief auf mehr als 27 internationalen Festivals wie beispielsweise dem Algarve International Film Festival und bei den Ariel Awards, wo er auch ausgezeichnet wurde. Der internationale Titel des Films ist Guts and Heart. Premiere hatte der Film im Jahr 1996 in Mexiko.

### Musik im Film
- Amor de la calle von Fernando Z. Maldonado
- Mandato divino/Göttliches Mandat von Jorge Rodríguez
- Sinceramente/Sincerely von H. Guerrero
- La huella de tus besos/The Trace of Your Kisses von Severo Mirón

## Auszeichnungen
- 1996: Ariel Awards, Mexiko: Silver Ariel für Antonio Urrutia in der Kategorie „Bester Kurzspielfilm“
- 1996: Clermont-Ferrand International Short Film Festival, Besondere Erwähnung in einem internationalen Wettbewerb durch die Jury
- 1997: Algarve International Film Festival: Internationaler Jury Award für Antonio Urrutia in der Kategorie „Bester belletristischer Film bei den Profis“ sowie
- Gewinner des Audience Jury Awards
- 1997: Academy Awards, USA: Nominierung für Antonio Urrutia für den Oscar in der Kategorie „Bester Kurzfilm“[2]